# Bielingplatz (Nürnberg)
Bielingplatz ist der nordwestliche Teil von St. Johannis (Nürnberg) und der Name des Statistischen Bezirks 24 im Nordwesten des weiteren Innenstadtgürtels. Der Bezirk besteht aus den Distrikten 240 Klinikum Nord, 241 Bielingplatz (Lerchenbühlstr.) und 242 Bielingplatz (Kressenstr.).

## Geographie
Der Statistische Bezirk 24 befindet sich zwischen dem Nordwestring im Norden, der Bucherstraße im Osten, dem Kirchenweg im Süden und der Poppenreutherstraße im Westen. 

## Sehenswürdigkeiten

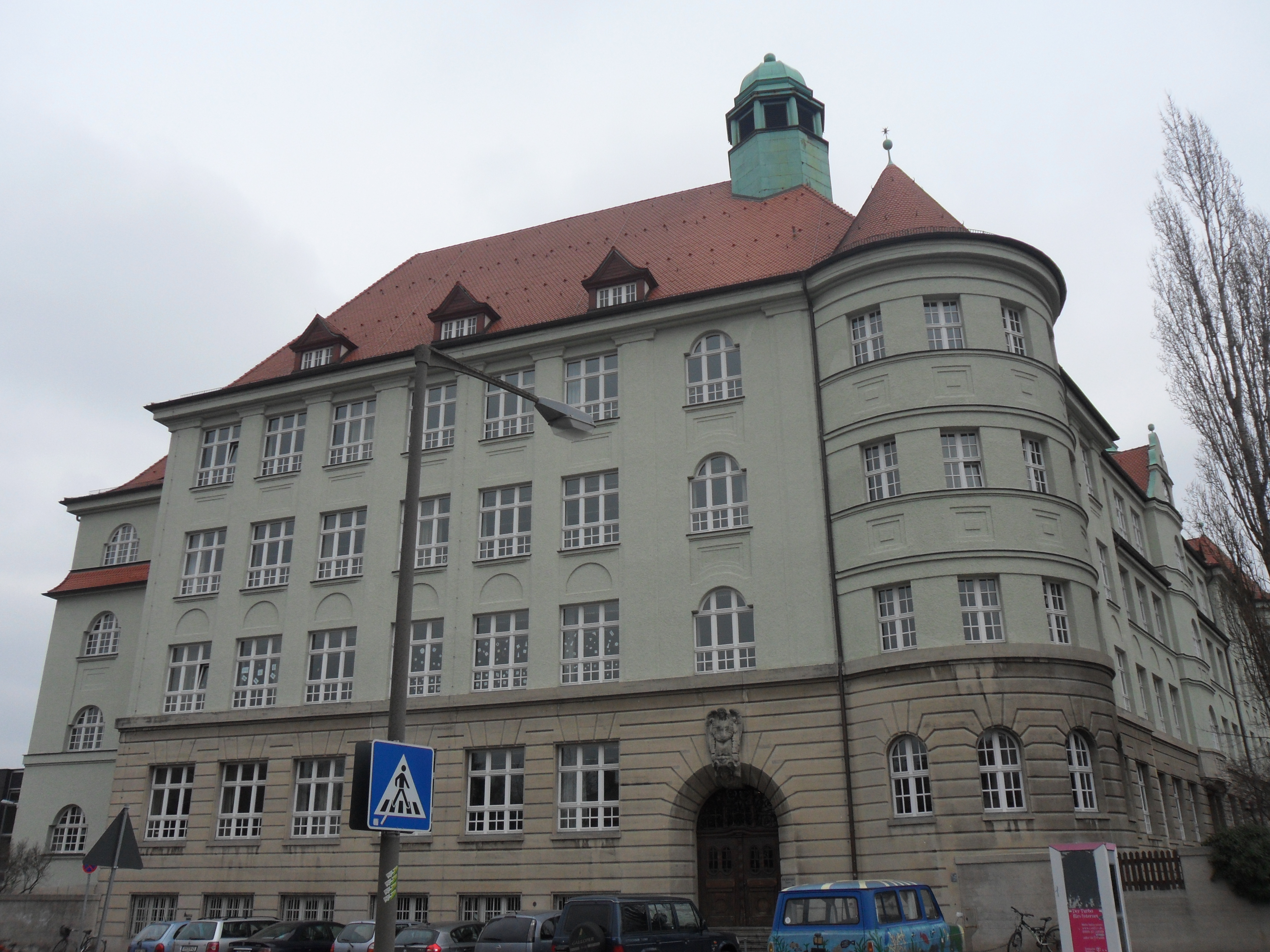
Peter-Vischer-Schule Bielingplatz

- Nordklinikum
- Peter-Vischer-Schule